# Przemysław Dakowicz
Przemysław Dakowicz (ur. 21 września 1977 w Nowym Sączu) – polski poeta, eseista, krytyk literacki i historyk literatury; doktor habilitowany w dziedzinie nauk humanistycznych w dyscyplinie literaturoznawstwo; adiunkt w Katedrze Literatury i Tradycji Romantyzmu Uniwersytetu Łódzkiego (2008–2017), następnie zaś w Katerze Literatury Polskiej XX i XXI wieku UŁ (od października 2017 r.); w latach 2010–2013 także wykładowca literatury współczesnej na Uniwersytecie Kardynała Stefana Wyszyńskiego w Warszawie.

## Życiorys
Jest absolwentem I Liceum Ogólnokształcącego im. J. Długosza w Nowym Sączu. Studia magisterskie i doktoranckie ukończył na Uniwersytecie Łódzkim. W trakcie studiów współpracował literacko z łódzkim Teatrem 77. Promotorem jego pracy doktorskiej pt. Lecz ty spomnisz wnuku. Recepcja Norwida w latach 1939–1956. Rzecz o ludziach, książkach i historii był prof. dr hab. Jacek Brzozowski. W 2009 roku rozprawa ta została wyróżniona w konkursie na najlepszą pracę doktorską z dziedziny nauk o kulturze, organizowanym przez Narodowe Centrum Kultury. W roku 2020 uzyskał habilitację.
Jest stałym współpracownikiem dwumiesięcznika literackiego „Topos”, gdzie publikuje swoje wiersze oraz szkice i eseje literackie (m.in. cykl Lekturnik).
Od września 2021 roku kierował działem poezji i książek poetyckich w miesięczniku „Twórczość”, od kwietnia 2023 roku pełnił funkcję zastępcy redaktora naczelnego tego pisma, z którym zakończył współpracę 31 grudnia 2024 roku.
Jest autorem przekładów z literatury czeskiej (m.in. Hrabala, Skácela, Demla, Zahradníčka, Zábrany, Kroutvora, Doležala, Mazala¨), które ukazywały się na łamach czasopism literackich. Był pomysłodawcą i redaktorem prowadzącym monograficznych numerów „Toposu” (2020 – numery: 1, 3 [temat: Skácel], 4 [Wysoczyna], 5-6 [temat: Hrabal]; 2021 – nr 2 [temat: Wysoczyna, Zahradníček]; 2022 – nr 1-2 [temat: Praga]  i „Twórczości” (2022, nr 10) poświęconych literaturze czeskiej. W czerwcu 2023 roku podczas specjalnego wieczoru autorskiego "czeskie" numery polskich pism były prezentowane w Pradze.
Jego teksty drukowane były m.in. w „Arcanach”, „44/Czterdzieści i Cztery”,  „Folia Litteraria Polonica”„Frazie”, „Frondzie”, „Kontextach”, „Kresach”, „Litteraria Copernicana”, „Odrze”, „Pamiętniku Literackim”, „Souvislostech”, „Toposie”, „Twórczości”, „Tygodniku Powszechnym”, „Wyspie” i „Zeszytach Literackich”.
Jego książki nagradzano i wyróżniano, m.in. Nagrodą Poetycką 'Orfeusz', Nagrodą Literacką im. Franciszka Karpińskiego i Nagrodą Literacką 'Skrzydła Dedala', przyznawaną przez Bibliotekę Narodową.
Jest współautorem filmów dokumentalnych: Siostry Franza Kafki w getcie Litzmannstadt (2024; scenariusz – P. Dakowicz; reżyseria i zdjęcia – P. Dakowicz, Zuzanna Dakowicz), Rymkiewicz. Historia i metafizyka (2020; scenariusz – P. Dakowicz; reżyseria – P. Dakowicz, Beata Netz).
Tłumaczony na języki angielski, francuski, czeski, serbski i słoweński.

## Twórczość

### Poezja
- Süßmayr, śmierć i miłość (Stowarzyszenie Literackie im. K. K. Baczyńskiego, Łódź 2002)[8] ISBN 83-85680-39-X
- Albo-Albo (Biblioteka „Toposu”, Sopot 2006)[9] ISBN 83-922647-4-6
- Place zabaw ostatecznych (Biblioteka „Toposu”, Sopot 2011)[10] ISBN 978-83-61002-21-5
- Teoria wiersza polskiego (Biblioteka „Toposu”, Sopot 2013)[11] ISBN 978-83-61002-18-5
- Łączka (Wydawnictwo Arcana, Kraków 2013)[12] ISBN 978-83-60940-31-0
- Boże klauny (Biblioteka „Toposu”, Sopot 2014)[13] ISBN 978-83-61002-74-1
- Ćwiczenia duchowne. Poematy (Wydawnictwo Sic!, Warszawa 2016)[14] ISBN 978-83-61967-93-4
- Nauka znikania. Wiersze i rozmowy z lat 2006-2018 (Wydawnictwo Sic!, Warszawa 2018)[15] ISBN 978-83-65459-24-4
- Wyrzygnąć. Wiersze i poematy metafizyczno-katatoniczne (Państwowy Instytut Wydawniczy, Warszawa 2024)[16] ISBN 978-83-8196-824-9

### Prace historycznoliterackie
- „Lecz ty spomnisz, wnuku”. Recepcja Norwida w latach 1939-1956. Rzecz o ludziach, książkach i historii (Instytut Badań Literackich PAN, Warszawa 2011)[17] ISBN 978-83-61757-15-3
- Poeta (bez)religijny. O twórczości Tadeusza Różewicza (Wydawnictwo Uniwersytetu Łódzkiego, Łódź 2015)[18] ISBN 978-83-79696-47-5
- Lustra tradycji. Studia i szkice interpretacyjne (Wydawnictwo Uniwersytetu Łódzkiego, Łódź 2018)[19] ISBN 978-83-8142-200-0

### Eseistyka i krytyka literacka
- Helikon i okolice. Notatki o poezji współczesnej (Biblioteka „Toposu”, Sopot 2008)[20] ISBN 978-83-61002-48-2
- Obcowanie. Manifesty i eseje (Wydawnictwo Sic!, Warszawa 2014)[21] ISBN 978-83-61967-74-3

### Eseje o historii i kulturze
- Afazja polska (Wydawnictwo Sic!, Warszawa 2015)[22] ISBN 978-83-61967-85-9
- Afazja polska 2 (Wydawnictwo Sic!, Warszawa 2016)[23] ISBN 978-83-65459-02-2
- Kwatera zmartwychwstałej pamięci (Wydawnictwo Sic!, Warszawa 2017)[24] ISBN 978-83-65459-14-5

### Diarystyka
- Przeklęte continuum. Notatnik smoleński (Wydawnictwo Arcana, Kraków 2014)[25]

### Redakcja naukowa
- Moja Musierowicz. O twórczości autorki „Jeżycjady”, pod red. P. Dakowicza (Wydawnictwo WSHE, Łódź 2008)[26]

### Piosenki
- Trwaj chwilo trwaj z repertuaru Elżbiety Adamiak (wyk. Elżbieta Adamiak i Adam Nowak)[27] i zespołu Kwiat Jabłoni[28]
- Śliwka w cieście z repertuaru Aleksandra Porzucka

### Filmy dokumentalne
- Siostry Franza Kafki w getcie Litzmannstadt (2024; scenariusz – P. Dakowicz; reżyseria i zdjęcia – P. Dakowicz, Zuzanna Dakowicz)[6]
- Rymkiewicz. Historia i metafizyka (2020; scenariusz – P. Dakowicz; reżyseria – P. Dakowicz, Beata Netz)[7]

## Nagrody i wyróżnienia
- Nagroda Poetycka ORFEUSZ im. K. I. Gałczyńskiego – za tom Teoria wiersza polskiego (2014)[29]
- Nagroda Poetycka im. ks. J. Twardowskiego – za tom Łączka (2014)[30]
- Nagroda Literacka im. Franciszka Karpińskiego – „za przywrócenie metafizycznego wymiaru słowu poetyckiemu oraz przypomnienie o jego odpowiedzialności za dzieje wspólnoty i jej kultury narodowej” – za tomy Teoria wiersza polskiego, Łączka, Boże klauny (2014)[31]
- Nagroda Literacka Skrzydła Dedala (przyznawana przez Bibliotekę Narodową) – „za odważną, oryginalną poznawczo i artystycznie refleksję nad destrukcją polskiej świadomości historycznej, opisaną w książce Afazja polska (Wydawnictwo Sic!, 2015) oraz w innych tomach eseistycznych i poetyckich opublikowanych w ciągu ostatnich lat” (2015)[32]
- Nagroda Literacka Czterech Kolumn – za tom Obcowanie. Manifesty i eseje (2016)[33]
- Nagroda im. Jacka Maziarskiego (2016)[34]
- Nagroda Fundacji im. ks. Janusza St. Pasierba (2017)[35]
- Wyróżnienie w konkursie o Nagrodę Literacką im. J. Mackiewicza – za Obcowanie. Manifesty i eseje (2015)[36]
- Nominacja do Nagrody Literackiej Polskiego Towarzystwa Wydawców Książek – za tom Place zabaw ostatecznych (2012)[37]
- Nominacja do Nagrody Literackiej m. st. Warszawy – za tom Place zabaw ostatecznych (2012)[38]
- Finalista Nagrody Poetyckiej ORFEUSZ im. K.I. Gałczyńskiego – za tom Place zabaw ostatecznych (2012)[39]
- Nominacja do Nagrody Literackiej m. st. Warszawy – za tom Teoria wiersza polskiego (2014)[40]
- Nominacja do Nagrody Literackiej im. J. Mackiewicza – za tom Łączka (2014)[41]
- Nominacja do Nagrody Poetyckiej ORFEUSZ im. K.I. Gałczyńskiego – za tom Boże klauny (2015)[42]
- Nominacja do Nagrody Literackiej im. J. Mackiewicza – za tom Afazja polska (2016)[43]
- Nominacja do Nagrody im. Oskara Haleckiego (Książka Historyczna Roku) – za tom Afazja polska (2016)[44]
- Nominacja do Nagrody Literackiej i Historycznej Identitas – za tom Afazja polska (2016)[45]
- Nominacja do Nagrody Poetyckiej im. Bednarczyków (Uniwersytet Jagielloński, Kraków) – za tom Łączka (2016)[46]
- Nominacja do Nagrody im. Oskara Haleckiego (Książka Historyczna Roku) – za tom Afazja polska 2 (2017)[47]
- Brązowy medal „Zasłużony Kulturze Gloria Artis”[48]
- 23 października 2019 otrzymał Medal Stulecia Odzyskanej Niepodległości[49]